# Stanley Rogers Resor
Stanley Rogers Resor, född 5 december 1917 i New York City, New York, död 17 april 2012 i Washington, D.C., var en amerikansk militär och politiker. Han var USA:s arméminister 1965–1971.
Resor deltog som officer i andra världskriget och belönades med Silver Star, Bronze Star och Purple Heart.
Resor tjänstgjorde som arméminister under presidenterna Lyndon B. Johnson och Richard Nixon mellan 1965 och 1971.